# Alexander Robertus Todd
Alexander Robertus Todd, Baron Todd OM PRS FRSE (2. oktober 1907 - 10. januar 1997) var en britisk biokemiker, hvis forskning i strukturen og syntese af nukleotider, nukleosider og nukleotidcoenzymer gjorde at han blev tildelt nobelprisen i kemi i 1957.